# Capitites albicans
Capitites albicans är en tvåvingeart som först beskrevs av Munro 1935.  Capitites albicans ingår i släktet Capitites och familjen borrflugor. Inga underarter finns listade.